# Elzen (hout)

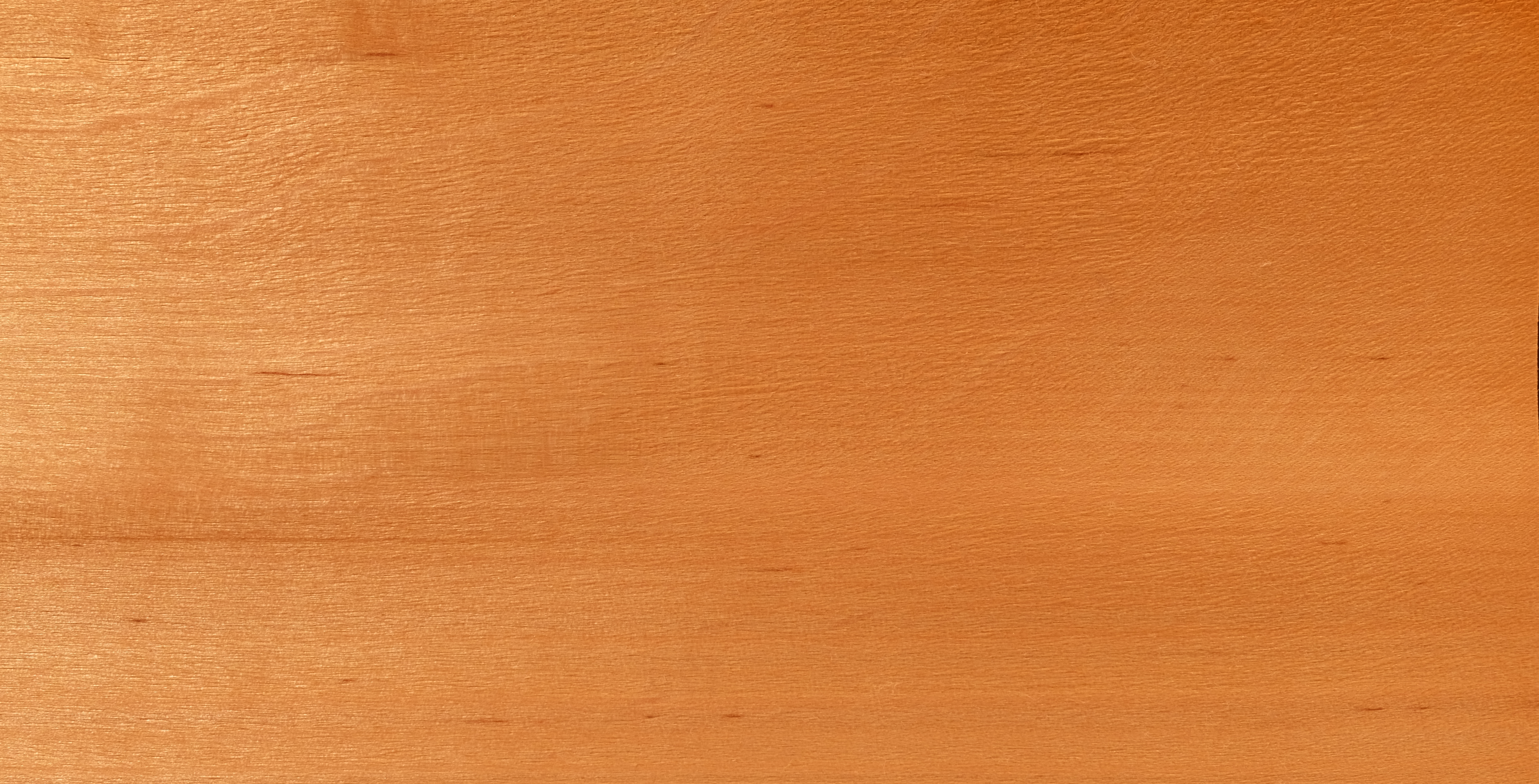
Elzen

Elzen is een vrij zachte maar toch taaie houtsoort, of verzameling houtsoorten, geleverd door diverse soorten van het geslacht els (Alnus). Zowel wat betreft uiterlijk als eigenschappen is het geen in het oog lopende houtsoort. Historisch bekend is het gebruik voor de palen waar Amsterdam op staat: elzen is op zich in het geheel niet duurzaam, maar blijkt onder water toch eeuwenlang goed te blijven. 
Spint en kernhout hebben dezelfde kleur. Het hout is fijn van structuur en er is niet veel aan te zien. Uitzondering zijn de brede schijnstralen die onregelmatig aanwezig zijn en zichtbaar kunnen zijn als donkere lijnen en mergvlekken (beschadigingen in de levende boom) die ook onregelmatig aanwezig zijn. 
Elzen is vrij makkelijk te bewerken. Het is voor allerlei doelen in te zetten waar slijtvastheid en duurzaamheid geen rol spelen. Typische toepassingen zijn lijstwerk, modellen voor de metaalgieterij, emballage, etc, maar ook voor snijwerk. Het is veel in triplex gebruikt, en in meubelen. In vroeger tijden werd er houtskool voor buskruit van gemaakt. Omdat het hout niet aangetast wordt als het helemaal onder water blijft is het in het verleden ook veel gebruikt voor waterbouw.
De belangrijkste leverancier is, in Europa, de zwarte els (Alnus glutinosa), of, uit Amerika, Alnus rubra. Dit laatste, het red alder, is meestal wat donkerder dan het Europese elzen.

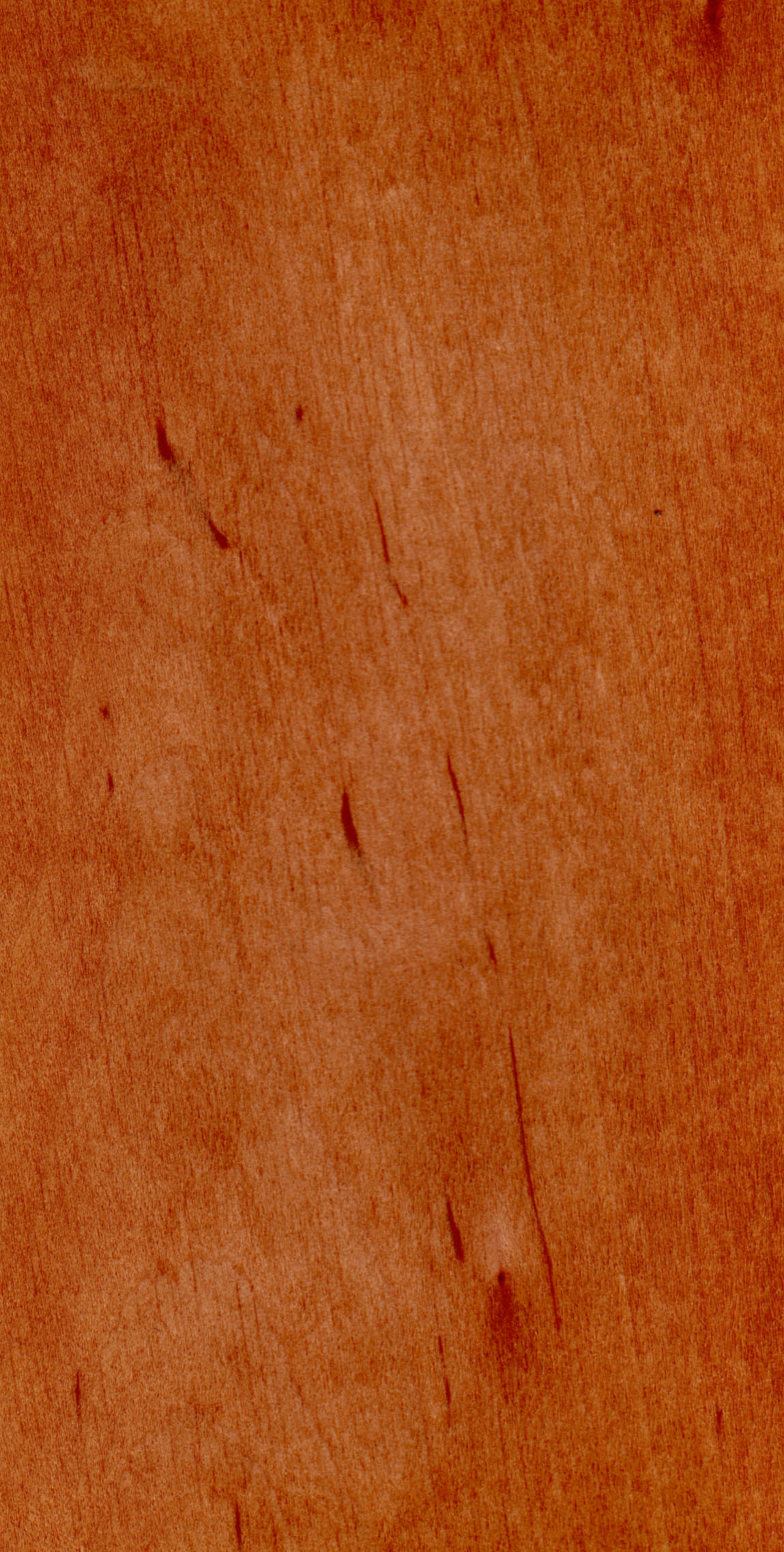
Met mergvlekken
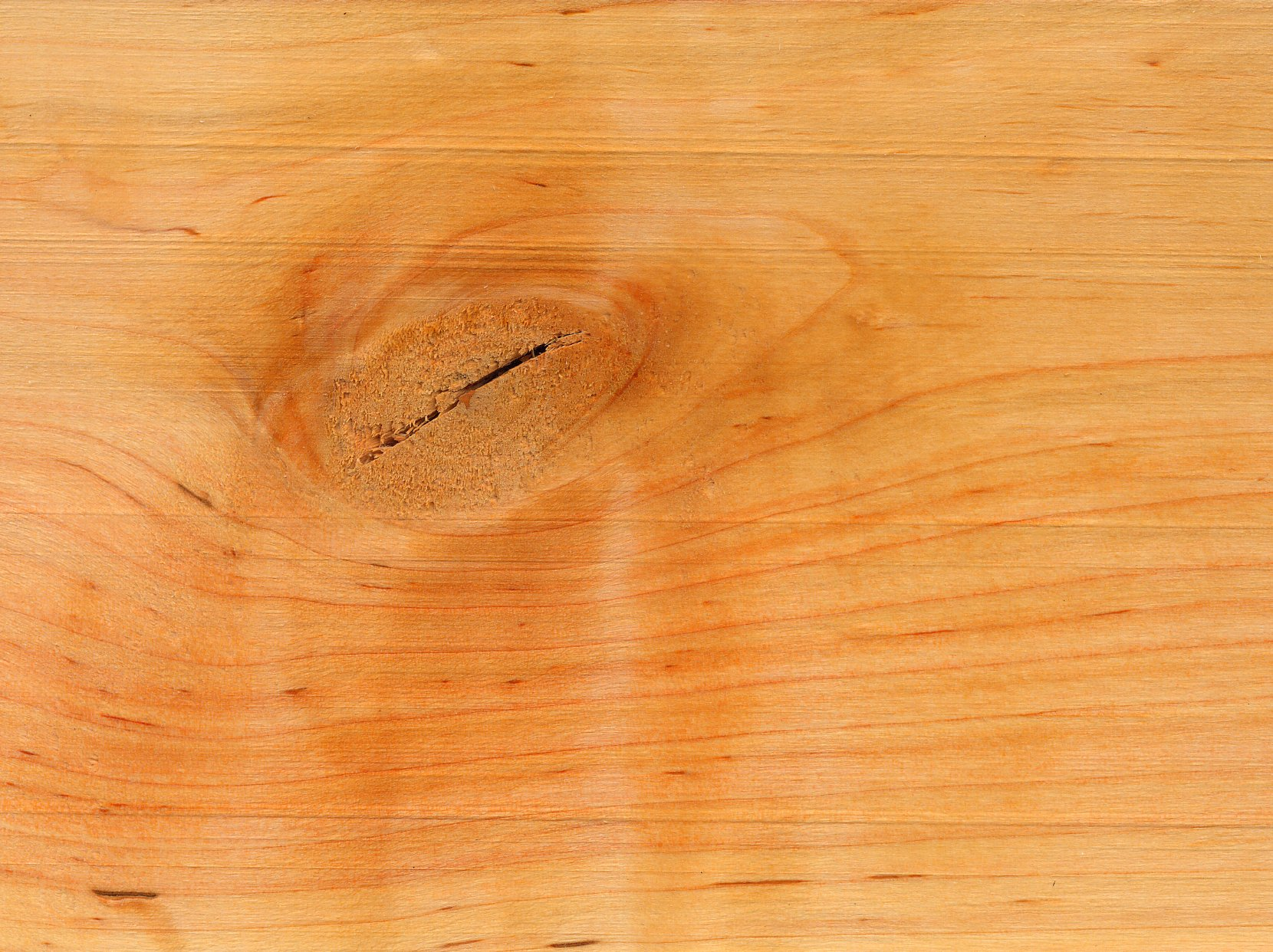
Met kwast
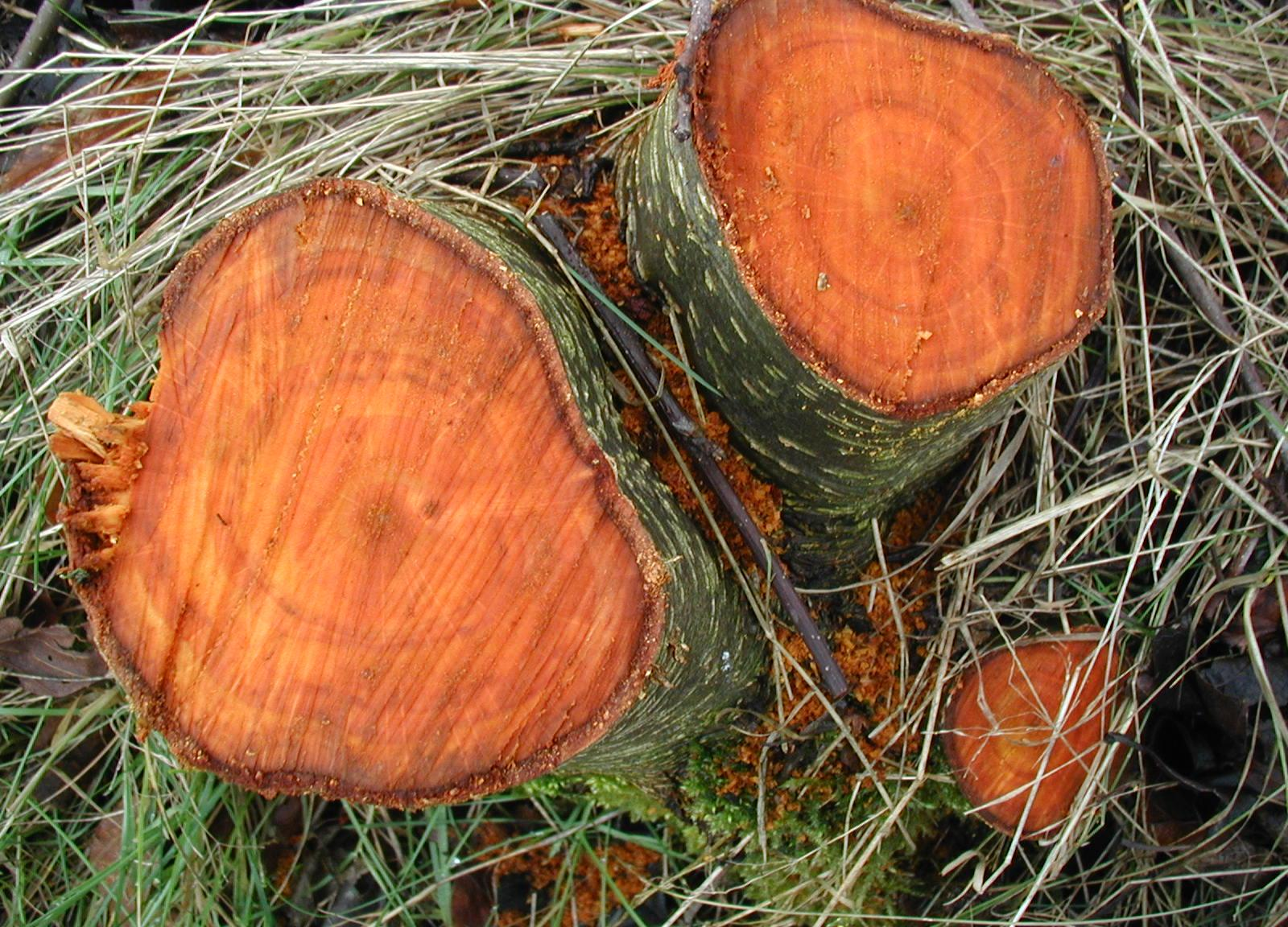
Vers gezaagd elzen heeft op het kopse vlak een opvallende oranjerode kleur
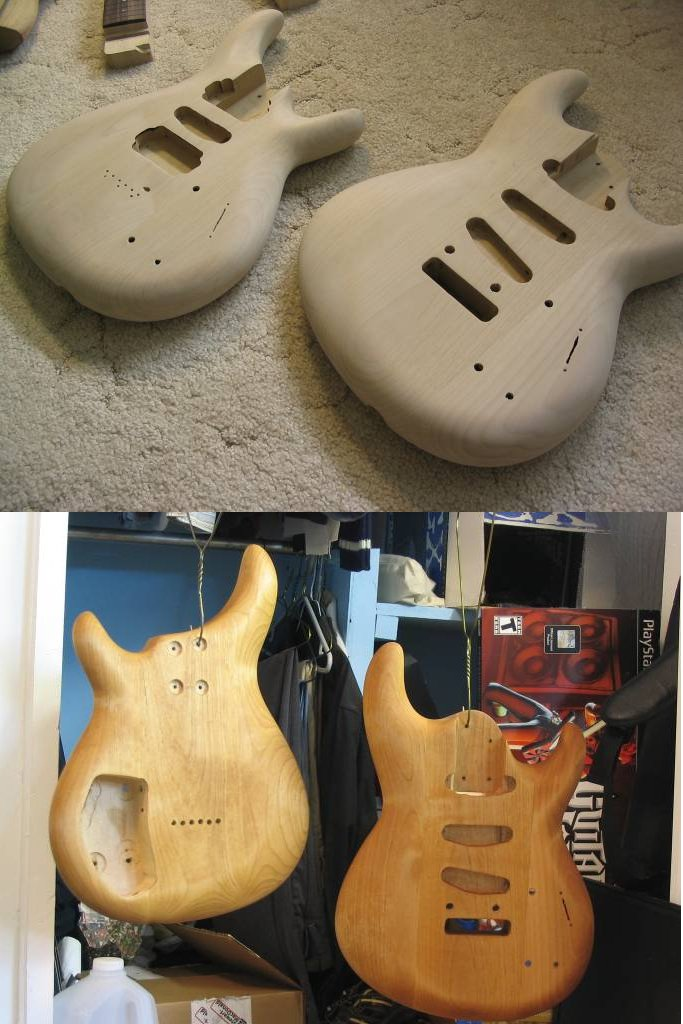
Electrische gitaren (in aanbouw) van elzen, met en zonder olie
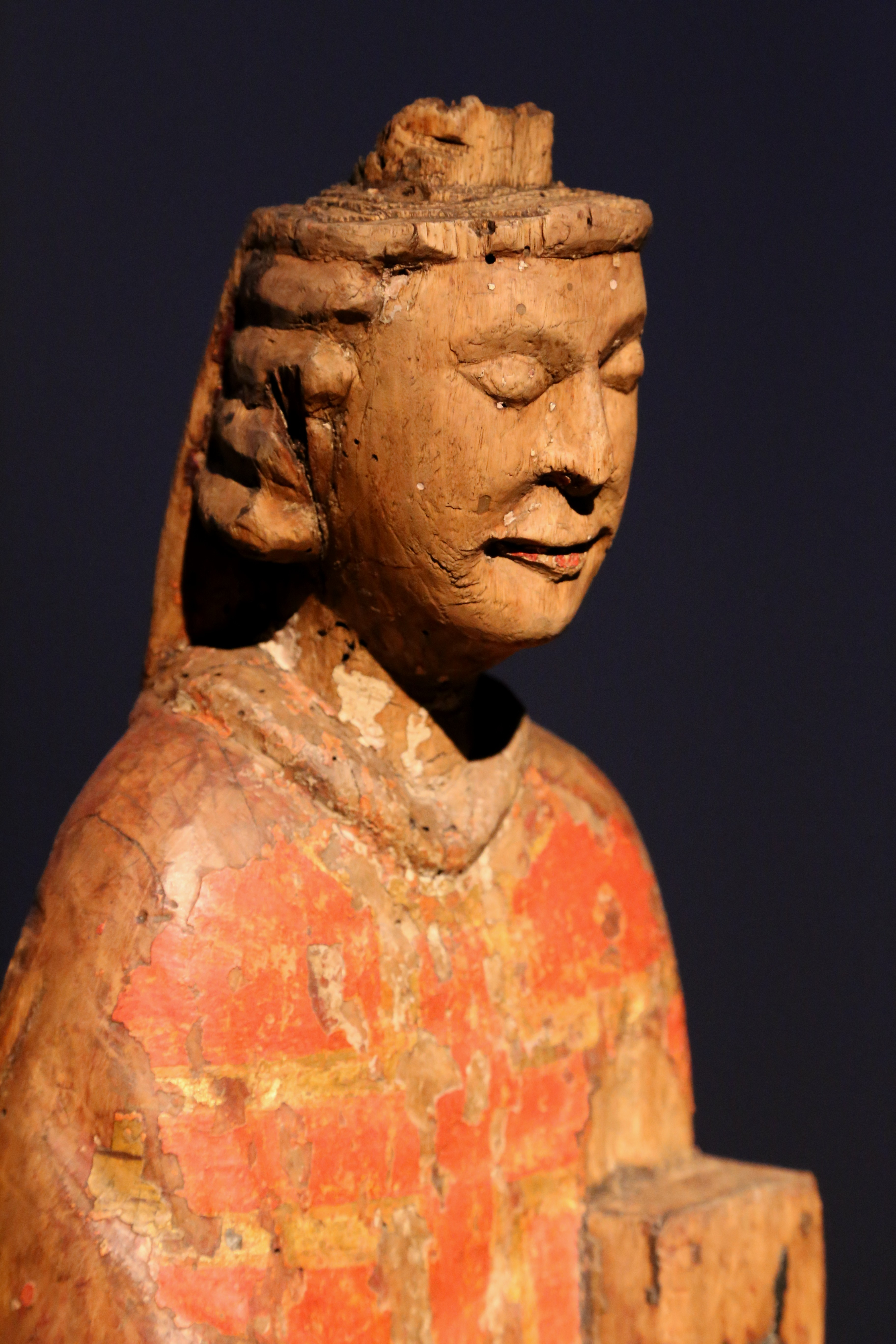
Beeld, circa 1220-30
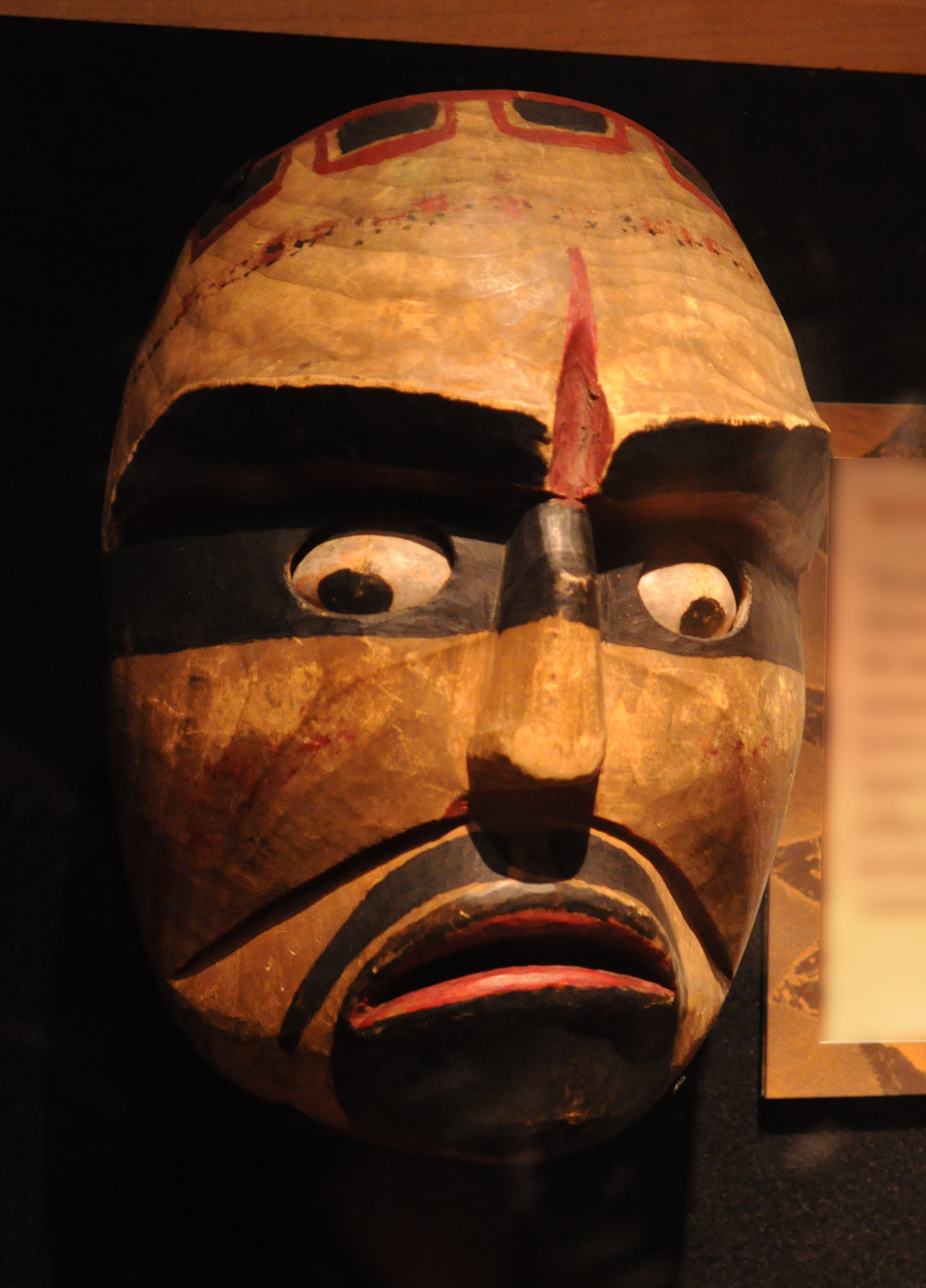
Masker, circa 1850, VS